# Bassermann Verlag
Bassermann ist ein deutscher Buchverlag mit Sitz in München. Er wurde 1843 in Mannheim gegründet und gehört seit 1998 zur Verlagsgruppe Random House (heute Penguin Random House Verlagsgruppe genannt). Im Bassermann Verlag erscheint heute vor allem Ratgeber- und Unterhaltungsliteratur. Der bekannteste Autor des Verlags ist Wilhelm Busch.

## Geschichte

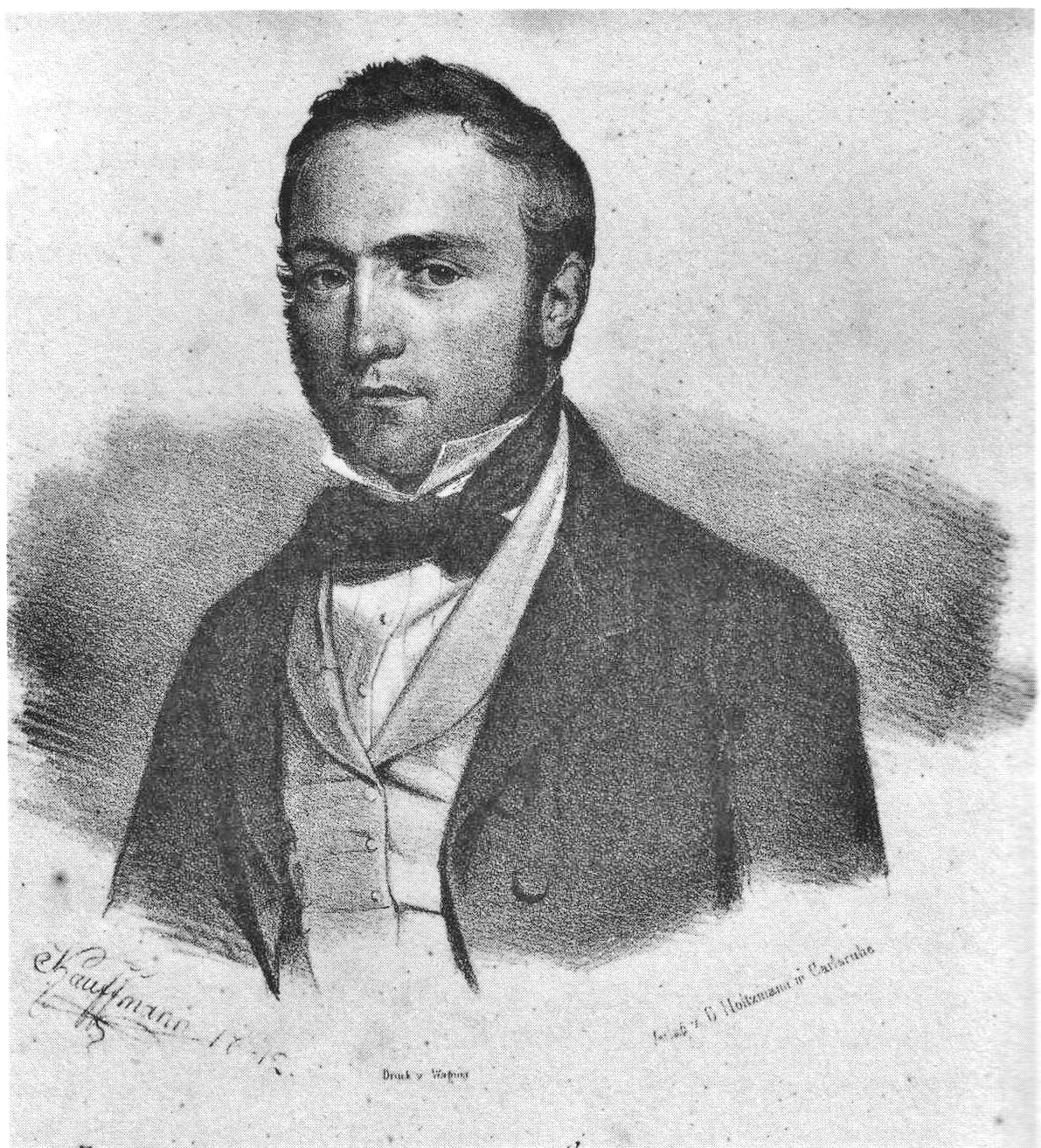
Friedrich Daniel Bassermann (Lithografie von 1842)

Von 1833 bis 1841 betrieb Friedrich Daniel Bassermann in Mannheim eine Drogerie. Diese verkaufte er an seinen Bruder und gründete 1843 mit Karl Mathy eine Buchhandlung. Zum wichtigsten Titel des jungen Verlags entwickelte sich die Deutsche Zeitung, deren Herausgeber Georg Gottfried Gervinus war. Bassermann verlegte außerdem Romane und Sachbücher von Autoren wie Hoffmann von Fallersleben. Nachdem Mathy den Verlag verlassen hatte, hieß dieser ab 1854 Bassermannsche Verlagsbuchhandlung. Ein Jahr später beging Friedrich Daniel Bassermann Selbstmord. Seine Witwe stellte Ludwig Aster als Geschäftsführer an und verkaufte den Verlag 1865 an Aster und Otto Friedrich Bassermann. Daraufhin wechselte der Sitz von Mannheim nach Heidelberg. 1867 trat Aster wieder aus dem Unternehmen aus, sodass es sich nun vollständig im Besitz von Bassermann befand.
Bassermann gewann Wilhelm Busch für seinen Verlag, den er noch aus seiner Lehrzeit in München kannte. Ab 1871/72 veröffentlichte er alle seine Werke in der Bassermannschen Verlagsbuchhandlung. Die ersten beiden Titel waren zum Beispiel „Die fromme Helene“ und „Bilder zur Jobsiade“. 1878 zog Bassermann mit seiner Familie und dem Unternehmen nach München, um die Zusammenarbeit mit seinem wichtigsten Autor Busch zu erleichtern. Das Verhältnis von Autor und Verleger war nicht frei von Spannungen: Aufgrund von Streitigkeiten über das Honorar schaltete Busch 1884 sogar einen Rechtsanwalt ein. 1896 verkaufte Wilhelm Busch schließlich alle Rechte an seinen Veröffentlichungen für die Einmalzahlung von 50.000 Gulden an Bassermann. 1903 gab Bassermann die Bassermannsche Verlagsbuchhandlung aus gesundheitlichen Gründen auf.
Nach dem Zweiten Weltkrieg wurde die Bassermannsche Verlagsbuchhandlung von Ernst Battenberg wiederbelebt. Er hatte zuvor in Stuttgart den nach ihm benannten Battenberg Verlag gegründet und Anfang der 1960er Jahre den Sitz nach München verlegt. 1973 verkaufte er das Unternehmen an Frank Sicker, den Inhaber des Falken Verlags aus Niedernhausen. Zu diesem Zeitpunkt erzielte Bassermann jährlich einen Umsatz von 500.000 Deutsche Mark. Nach der Übernahme stellte die Bassermannsche Verlagsbuchhandlung ihre Geschäftstätigkeit ein, das Programm wurde vollständig in den Falken Verlag integriert. Erst 1988 kam Bassermann als Imprint von Falken wieder auf den Markt, es war die erste Tochter von Falken. Der Verlag publizierte vor allem Ratgeber für das moderne Antiquariat.
In den 1990er Jahren war der Falken Verlag mit Bassermann nach Medienberichten solide aufgestellt. Erst nach der Übernahme durch die Verlagsgruppe Random House 1998 wurden wirtschaftliche Schwierigkeiten bekannt, weshalb man anschließend Sparmaßnahmen einleitete und Mitarbeiter entließ. Die Verlage Falken und Bassermann hatten ihren Sitz weiterhin in Niedernhausen. Ende 2001 gaben die Eigentümer bekannt, das Unternehmen solle an Gräfe und Unzer verkauft werden, weil man die ehrgeizigen Ziele auf dem Markt für Ratgeberliteratur nicht erreichen konnte. Da auch dieses Vorhaben scheiterte, wurde der Falken Verlag geschlossen. Der Bassermann Verlag wechselte mit einigen Mitarbeitern von Niedernhausen nach München in die Zentrale der Verlagsgruppe Random House. Bassermann ist bis heute ein selbstständiger Verlag des Unternehmens.

## Programm
Zum Zeitpunkt der Übernahme von Bassermann durch die Verlagsgruppe Random House waren 1.500 Buchtitel und Videos lieferbar, und zwar zu den Themen Rat und Wissen, Essen und Trinken, Sport und Fitness, Garten und Natur, Kreativität und Hobby, Gesundheit, Lebenshilfe und Esoterik, Humor, Rätsel, Kalender sowie Kultur, Geschichte und Technik. Im Jahr 2000 gründete Bassermann das Label Faktum zur Verwertung von Bertelsmann-Lexika. 2007 startete Bassermann in Kooperation mit der Zeitschrift Essen & Trinken von Gruner + Jahr eine Kochbuchreihe. Von 2011 bis 2016 erschienen unter dem Label Bassermann Inspiration Titel zu den Themen Kreativität, Genuss und Garten. Insgesamt erscheinen bei Bassermann etwa 140 Novitäten jährlich. Zu den bekanntesten Autoren des Verlags zählen Hademar Bankhofer, Bob Ross, Johann Lafer und Lea Linster, im Bereich Kinderbeschäftigung Norbert Pautner und im Rätselbereich Eberhard Krüger. Bis heute ist im Bassermann-Programm immer ein Wilhelm-Busch-Album lieferbar.